# Accidente de Mil Mi-8 de 2013
El accidente de Mil Mi-8 P de 2013 fue un accidente de un Mil Mi-8 P operado por Helipac el 7 de abril de 2013. El helicóptero transportaba a nueve pasajeros y cuatro tripulantes. El vuelo despegó del Aeropuerto Internacional Coronel FAP Francisco Secada Vignetta de Iquitos rumbo al lote 67 de la empresa petrolera Perenco, pero cayó a unos doce kilómetros de llegar a su destino, en la zona de Curaray, cerca del río Arabela, en el distrito de Napo, provincia de Maynas, Región Loreto, Perú.

## Respuestas
Testigos dijeron que el helicóptero se incendió, rompiéndose en pedazos y estrellándose en la zona de Curaray, cerca del río Arabela. El helicóptero había despegado horas antes, según las mismas fuentes.

## Causa
La causa del siniestro es aún desconocida y no se descarta algún tipo de fallo técnico.

## Muertes
Se trata de los cuatro tripulantes: 
- Raúl Caballero de la Cruz, piloto de la nave;
- Pedro Gárate Arcilla, copiloto;
- Ángel La Rosa Díaz, ingeniero de vuelo;
- José Vargas Ciprián, mecánico,

y los trabajadores: 
- Máximo Cuello Yumbato,
- Deivy Salas del Águila,
- Víctor Vallejos Clavo,
- Hernán Serrantes Palma,
- José Navarro Pinto,
- Frider Pasmiño Vargas,
- Richard Manuyama Sandoval,
- Jairo Cahuamri Tello y
- F. Saavedra Sánchez.